# Canarana (Mato Grosso)
Canarana è un comune del Brasile nello Stato del Mato Grosso, parte della mesoregione del Nordeste Mato-Grossense e della microregione di Canarana.